# كارينا هورن
كارينا هورن (بالإنجليزية: Carina Horn)‏ هي منافسة ألعاب القوى جنوب أفريقية، ولدت في 9 مارس 1989 في ديربان في جنوب أفريقيا.

## وصلات خارجية
- كارينا هورن على موقع الاتحاد الدولي لألعاب القوى (الإنجليزية)
- كارينا هورن على موقع الدوري الماسي (الإنجليزية)
- كارينا هورن على موقع اللجنة الأولمبية الدولية (الإنجليزية)
- كارينا هورن على موقع أوليمبيديا (الإنجليزية)